# Pál Tamás (énekes)
Pál Tamás (Budapest, 1981. április 13. –) magyar énekes, színész.

## Élete
Pedagógus szülők gyermekeként született. Féltestvére tíz évvel idősebb nála, rajta kívül egy fiatalabb testvére van. Gyermekkorában sokat költözködött, jelenlegi, fóti lakhelye előtt tizenegyszer költözött. Lakott Káposztásmegyeren, szülei válása előtt Rákospalotán élt, onnan nagyszüleihez költözött Újpalotára, majd házasságáig Újpesten élt.
Már kilencévesen szerepelt az iskolai színjátszókör Négyszögletű Kerek Erdő előadásában Mikkamakkaként. Középiskolai tanulmányait a Németh László Gimnáziumban folytatta, ahol tanulmányi eredményei folyamatos romlásnak indultak. Az éneklést tizenhat éves korában kezdte a Crazy Café karaoke-estjein. Színészi pályafutását a gimnázium színjátszóközében folytatta, ahonnan átkerült a Földessy Margit vezette Színjáték- és Drámastúdióba. Itt játszhatta el többek között a Képzelt riport egy amerikai popfesztiválról Józsefét és a Szentivánéji álom több szerepét. Itt ismerkedett össze Eszterrel, akit később 2004-ben feleségül vett, egy közös fiuk született, majd 2009-ben elváltak.
A Drámastúdión keresztül vehetett részt a 2002-es LGT-fesztiválon, ahol a Képzelt riport… koncertváltozatában és az LGT-koncerten háttérénekesként működött. Ezután társaival többször tett eleget Presser Gábor meghívásának. Ekkoriban főállásban a Fővárosi Vízműveknél dolgozott, miután külkereskedelmi üzletkötői végzettséget szerzett. A Megasztár tehetségkutató első szériájába küldött jelentkezése alapján még a válogatóba se került be, azonban a második évadban – vigaszágról – a döntőbe került. A versenyben nyolcadik helyezést ért el.
A tehetségkutató után, még 2005-ben jelent meg első nagylemeze Amit adhatok címmel. Később közreműködött a Desperado A csillagokban járunk járunk című 2007-es maxialbumán és DJ Váczy Indulj már! című számában. Közben szinkronszínészként működik. 2014-től a Veres 1 Színház társulatának tagja.

## Albumai

### Nagylemezek
| Év   | Album                     | Legmagasabb helyezés                   | Minősítés |
| Év   | Album                     | MAHASZ Top 40 album- és válogatáslemez | Minősítés |
| ---- | ------------------------- | -------------------------------------- | --------- |
| 2005 | Amit adhatok - Sony Music | 35                                     |           |

### Kislemezek
| Év   | Kislemez                                                             | Legmagasabb helyezés                         | Legmagasabb helyezés                | Legmagasabb helyezés      | Legmagasabb helyezés               | Legmagasabb helyezés | Album        |
| Év   | Kislemez                                                             | Mahasz Editors’ Choice rádiós játszási lista | MAHASZ Rádiós Top 40 játszási lista | MAHASZ Dance Top 40 lista | MAHASZ Single (track) Top 10 lista | EURO 200             | Album        |
| ---- | -------------------------------------------------------------------- | -------------------------------------------- | ----------------------------------- | ------------------------- | ---------------------------------- | -------------------- | ------------ |
| 2006 | Mond mit vársz - Sony Music                                          | 15                                           | 15                                  | –                         | –                                  | –                    | Amit adhatok |
| 2007 | Desperado feat. Pál Tamás: A csillagokban járunk (maxi) - Sony Music | 9                                            | 7                                   | 28                        | 8                                  | 163                  | Táncolj!     |
| 2009 | DJ Váczy feat. Pál Tamás Indulj már! / Reach the Sky - DJ Váczy      | –                                            | –                                   | 19                        | –                                  | –                    |              |

## Szinkron

### Sorozatbeli szinkronszerepek
- Gyilkos sorok: Deputy Andy Broom – Louis Herthum
- Smallville: Oliver Queen – Justin Hartley
- Christine kalandjai: Daniel Harris – Blair Underwood
- A Harper sziget: Richard Allen – David Lewis
- A stúdió: Toofer – Keith Powell
- FlashForward – A jövő emlékei: Demetri Noh – John Cho
- The Listener: Osman „Oz” Bey – Ennis Esmer
- Roswell: Jesse – Adam Rodriguez
- Átnevelő tábor/Boot Camp: Logan – Tygh Runyan
- Once Upon A Time: Robin Hood – Sean Maguire
- Bones – Dr. Csont: James Aubrey
- 24 – Újratöltve: Isaac Carter – Ashley Thomas
- Szulejmán: Rüsztem pasa – Ozan Güven
- A nagykövet lánya: Akın Balday – Erhan Alpay
- Obi-Wan Kenobi: Nari – Benny Safdie
- Andor: Jemboc – Brian Bovell
- A Mandalóri: Tuttle ezredes – Tim Meadows
- A császárság kincse: Talahai – Cha Do-jin

### Anime- és rajzfilmszinkronok
- Ace Attorney - Miles Edgeworth
- Angry Birds – A film: további magyar hang
- Jégvarázs: Hans
- A hercegnő és a béka: Naveen herceg
- Beyblade: Metal Fusion: Doji
- Bleach: Ulquiorra Schiffer
- Blood+: további magyar hang
- Fanboy és Chum Chum: Fanboy
- Az élet könyve: Manolo Sánchez
- Gnómeó és Júlia: további magyar hang
- Naruto: Senju Tobirama (II.Hokage); Kimimaro
- Deltora Quest: óriás
- Rozsomák: Takagi
- Star Wars: A klónok háborúja: Jessie (3. hang)
- Totál Dráma: Justin, Don
- Transformers Prime: Wheeljack
- Trinity Blood – Vér és kereszt: Isaak Fernand von Kämpfer
- Kedvenc Ed: Pajti
- Generátor rex: Van Kleis
- Transformers: Robots in Disguise: Denny Clay
- Babi kávézója: Ripsz
- Star Wars: Látomások: Ronin
- Star Wars: Jedihistóriák: Hanel
- Volt egyszer egy stúdió: Szörnyeteg, Hans

### Televíziós műsor, narráció
- Meztelenül is szép vagyok!: Gok Wan (Viasat 3)

### Mozifilmek
- John Rambo – Reese (Jake La Botz)
- One kill – Walker Randall (Eric Stoltz)
- Mission: Impossible – Leszámolás – Degas (Greg Tarzan Davis)
- Mission: Impossible – A végső leszámolás – Degas (Greg Tarzan Davis)
- További magyar hang:
  - A halál művészete
  - A halál művészete 2.
  - Nász frász
  - Újraszámlálás
  - Transformers: A bukottak bosszúja
  - A szépség és a szörnyeteg (film, 2017)

Step up 4. – Forradalom (Film 2012)

## Videóklipek
- 2005 Mondd mit vársz

- 2006 Szükségem van rád

- 2007 A Csillagokban Járunk feat  Desperado

- 2008 Mondd el